# Валово (Владимирская область)
Валово — деревня в Муромском районе Владимирской области России, входит в состав Ковардицкого сельского поселения. 

## География
Деревня расположена в 6 км на северо-запад от центра поселения села Ковардицы и в 13 км на северо-запад от Мурома.

## История
В конце XIX — начале XX века деревня входила в состав Ковардицкой волости Муромского уезда, с 1926 года — в составе Муромской волости . В 1905 году в деревне числилось 3 двора, в 1926 году — 3 двора.
С 1929 года деревня входила в состав Афанасовского сельсовета Муромского района, с 1940 года — в составе Михалёвского сельсовета, с 1965 года — в составе Зименковского сельсовета, с 2005 года — в составе Ковардицкого сельского поселения.

## Население
| 1905 | 1926 | 2002 | 2010 | 2012 | 2021 |
| ---- | ---- | ---- | ---- | ---- | ---- |
| 16   | ↘12  | ↘5   | ↘4   | ↗5   | ↗15  |